# АТН (Екатеринбург)
«АТН» (расшифровывается как «Авторские телевизионные новости») — бывшая екатеринбургская телекомпания, основанная в 1997 году. С марта по октябрь-ноябрь 2019 года проходила процедуру ликвидации. С 27 июня по 21 августа 2019 года работала как «автономная», показывая передачи своего сетевого партнёра и свои архивные. Производство новых программ было прекращено. 22 августа 2019 года окончательно прекратила своё вещание.

## История
Первый выход в эфир на 34 ТВК состоялся 30 мая 1997 года. Основным собственником и учредителем стал банк «Северная казна». Первым генеральным директором был назначен Александр Пашков, а руководителем Отдела рекламы — Раиса Пашкова. Изначально телекомпания транслировала свои программы всего 19 часов в день (с 6.45 до 1.30), в том числе и программы своих первых сетевых партнёров.
В АТН было достаточно профессиональное информационное вещание, превосходившие по рейтингу многие новостные программы региона. Ежедневная информационно-аналитическая программа «Три четверти» и еженедельная программа «Эпилог» были вполне качественными программами, имевших право на признание. Тогда как выпуски новостей явно нуждались в модернизации, как и Информационная служба в целом. Общественно-политических программ, если не считать информационно-аналитической программы «Эпилог», не производила вообще, что предопределял телеканал в целом невысокий уровень политического влияния и авторитета данной телекомпании.
Качественное информационное вещание позволяло формировать не только общественное мнение, но и мнение элит. В этом смысле телекомпании «АТН», располагавшая средней по уровню Информационной службой, являлась субъектом политического влияния в регионе лишь в потенциале. Только в случае профессионализации менеджмента (имелись значительные резервы) и расширения сети вещания (распространение сигнала на Нижний Тагил и другие крупные города области) уровень этого влияния могло существенно возрасти.
Вопреки своей расшифровке («Авторские телевизионные новости») телеканал «АТН» практически не производил авторских программ. К ним относился только утренний эфир — программа «Добрый монинг», имевший средний рейтинг.
В этом смысле компания имеет значительные резервы, так как отсутствие авторских программ объяснялся, на наш взгляд, прежде всего стремлением руководства АТН к максимальной экономии. Экономия на авторских программах была оправдана в период избирательных кампаний, когда объём рекламной продукции позволял не только получать прибыль, но и заполнять эфир. Однако в условиях жёсткой конкуренции с другими региональными телеканалами, поднимавших свой рейтинг в период избирательного затишья, прежде всего, за счёт эксклюзивной продукции, АТН начинал сдавать свои позиции.
В связи с коммерческим характером телекомпании менеджмент изначально строился на профессиональной основе: руководящим органом являлся Совет директоров, который для оперативного управления телекомпанией назначал генерального директора телекомпании. Основного владельца компании в Совете директоров представлял Владимир Фролов, он же — председатель Совета директоров.
По утверждению руководства компании, инвестиционные и иные затраты за почти три года работы телеканала составили около 2,5 миллионов долларов США. Прибыль за это же время составила, по предварительным оценкам не менее 2 миллиона долларов. Получаемая компанией официальная прибыль, по утверждению председателя Совета директоров, покрывала расходы, но не приносил дивидендов собственникам телеканала. Оценить объём неофициальной прибыли не представлялось возможным, но по опыту работы аналогичных компаний можно было предположить, что этот объём составлял от 10 до 30 процентов от официальной прибыли. Именно в силу этого, согласно информации из источников в фискальных органах Екатеринбурга, формировалась мнение относительно недостаточной финансовой дисциплины компании.
Основную прибыль компания получала за счёт размещения коммерческой и политической рекламы. Так как в 1998-99 годы телеканал «АТН» активно участвовала в избирательных кампаниях, размещая в эфире рекламную продукцию различных кандидатов и избирательных объединений, объём политической рекламы был вполне сопоставим с объёмом коммерческой рекламы.
По состоянию на март 2000 года, в компании были созданы необходимые элементы для полноценной работы и получения прибыли. К сожалению, акционерная форма собственности и связанный с этим недостаточно высокий уровень менеджмента, включая семейственность и сокрытие значительной части прибыли, не позволяли компании развиваться в коммерческом, а значит, и в творческом плане. Имея вполне современную материально-техническую базу, телеканал «АТН» в рейтингах зрительской популярности занимал 4-5 место.
В 2000 году «АТН» был приобретён компанией УГМК.

### Сиди смотри только АТН
В мае 2000 года в эфире «АТН» вышел ролик, в котором было пять однокадровых вставок с текстом «Сиди смотри только АТН». Телекомпанию обвинили в использовании технологии 25-го кадра, и 18 августа 2000 года по решению министерства печати РФ вещание «АТН» было прервано на два месяца. Тем не менее, 22 августа 2000 года вещание было возобновлено, так как телекомпания выполнила все требования министерства печати.
В 2002 году министерство печати РФ решило не продлевать лицензию на вещание телеканала «АТН». Был объявлен новый конкурс на 34 дециметровую частоту. Телекомпания «АТН» принимала участие на общих основаниях вместе с «Муз-ТВ» и компанией «Север-Телеком», и выиграла конкурс, продолжив вещание.

### Закрытие
Весной 2019 года стало известно, что генеральный директор УГМК Андрей Козицын решил продать свои медиаактивы свердловским властям для формирующегося областного медиахолдинга (куда также попали купленный «41-Домашний» и «Четвёртый канал») в первую очередь из-за отключения аналогового вещания в регионе, однако власти отказались от покупки и руководством было сказано, что «АТН» и «10 канал-Губерния» прекратят свою работу в июне-июле.
В мае началась ликвидация обоих каналов и опись дорогостоящего эфирного оборудования, однако несмотря на это, многие жители Екатеринбурга встали на защиту телеканалов, но это им не помогло.
25 июня сотрудники «АТН» попрощались со зрителями. 26 июня в эфир вышел последний выпуск новостей, который провела Анастасия Горохова. Далее в сетке вещания «АТН» стояли ещё две передачи — «Интервью» (выпуск о распределений в детские сады, гость программы — начальник отдела департамента образования администрации Екатеринбурга Наталья Ведерникова) и «АвтоNEWS» с Александром Морозовым. Сообщается, что один из популярных проектов телекомпании — «Шеремет и интернет» в скором времени возможно будет реанимирован, но уже на другом телеканале или в интернете.
До 22 августа, в рамках всё ещё действующего договора с федеральным «360°», «АТН» продолжала свою работу, показывая их передачи вместе со своими архивными (для соблюдения условий лицензии на вещание). Производство новых программ (в том числе «Новости. Екатеринбург») было прекращено. Последним видеороликом от официального канала «АТН» на YouTube стало загруженное 1 июля 2019 года заранее отснятое эксклюзивное интервью о новом клипе Владимира Шахрина, лидера группы «Чайф», на песню «Палуба» (гости программы «Интервью» — режиссёр клипа Арина Охлопкова и исполнитель одной из главных ролей Филипп Гизовский), ведущим которого был шеф-редактор АТН Александр Кузнецов.
10 августа 2019 года телеканал прекратил вещание в екатеринбургском региональном цифровом мультиплексе DVB-T на 22 ТВК.
22 августа 2019 года в 0:00 по екатеринбургскому времени «АТН» окончательно прекратил своё вещание. В некоторых кабельных сетях на его месте начал своё вещание федеральный «360°» уже без местного вещателя, а аналоговая эфирная частота в Екатеринбурге была отключена. В сентябре 2019 года все ведущие, журналисты и сотрудники «АТН» были уволены. 30 октября и 8 ноября соответственно обе организации телекомпании были ликвидированы.

### Сетевые партнёры
Последним сетевым партнёром «АТН» являлся телеканал «360°».
Ранее сетевыми партнёрами были:
- СТС
- MTV
- Fashion TV / Дарьял-ТВ
- Ермак
- 7ТВ
- Муз-ТВ / РБК
- Россия 24

## Программы
- «Новости. Екатеринбург» — информационная программа — эксклюзивные сюжеты на главные темы дня, новости политики, экономики, культуры и спорта города и Свердловской области. Создавая «Новости. Екатеринбург», мы придерживаемся основной идеи — постоянного присутствия в эфире: оперативные новости каждый час и вечерний выпуск, из которого Вы можете узнать о наиболее значительных событиях дня. Программа выходила в эфир с понедельника по пятницу в 7:00, 19:00 и 20:30, в субботу в 9:00.
- «АвтоNEWS»
- «Е-ДА!»
- «Интервью»
- «Шеремет и Интернет»
- «Неделя УГМК»
- «Понять за 2 минуты»
- «Технологии комфорта»

## Лица канала
- Генеральный директор — Шадрин Виктор Аркадьевич
- Заместитель генерального директора — Кузнецов Алексей Витальевич
- Исполнительный продюсер — Морозов Игорь Александрович
- Коммерческий директор — Ванченко Лариса Александровна
- Специалист по связям с общественностью — Новикова Екатерина Александровна
- Секретарь генерального директора — Скрипниченко Галина Николаевна
- Шеф-редактор — Кузнецов Александр Александрович